# Os Subterrâneos da Liberdade
Os Subterrâneos da Liberdade é um romance de autoria do escritor brasileiro Jorge Amado, membro da Academia Brasileira de Letras, publicado em 1954 e composto por três volumes.

## Motivação
Em meados da década de 1940, Amado era participante ativo do Partido Comunista Brasileiro, que, após o colapso do Estado Novo, em 1945, se encontrava dentro da legalidade. Neste mesmo ano, ele foi eleito deputado federal pelo partido, representado São Paulo, ficando no cargo até 1947, ano em que mais uma vez o partido foi considerado ilegal no Brasil, e Jorge Amado foi para o exílio.
A escrita do autor durante esta época foi marcada pelos ditames do realismo socialista, conforme proposto pelo Partido Comunista, e culminou. em 1954, com a publicação de "Os subterrâneos da liberdade", trilogia baseada em suas memórias do período exilado na Europa e Ásia, entre 1948 e 1952, e que se concentrou em narrar as dificuldades enfrentadas pelo Partido Comunista Brasileiro durante a ditadura.

## Sinopse
Os três volumes que compõem a obra apresentam uma crítica detalhada à ditadura de Getúlio Vargas, o Estado Novo, que durou entre os anos de 1937 e 1945. Ao contrário do que acontece na maioria de suas outras obras, baseadas na Bahia, em "Os Subterrâneos da Liberdade", Jorge Amado se concentra em São Paulo.

## Narrativas
Nas primeiras cinco edições da obra, os três volumes foram publicados em conjunto, formando um único livro. A partir da sexta edição, os três volumes foram lançados separadamente, como planejado originalmente por Amado.

### Volume 1:  Os ásperos tempos
"Os ásperos tempos" se passa na época do início do regime do Estado Novo, quando os políticos são descritos como peões da elite, sobretudo os banqueiros. Este volume retrata as fraquezas de outros grupos políticos, como os trotskistas e os líderes sindicais. Escrito cerca de quinze anos após os eventos fictícios descritos, o romance se propõe a ensinar história brasileira e enfatizar o papel dos movimentos de resistência. O enredo segue, em grande parte, um membro do Partido Comunista em viagem pelo Uruguai, país em que o próprio Jorge Amado viveu exilado, durante a década de 1930.

### Volume 2: Agonia da noite
"Agonia da noite" descreve os crimes do regime do Estado Novo e a resistência do Partido Comunista Brasileiro, tendo como pano de fundo a Segunda Guerra Mundial. O enredo deste volume acompanha o personagem Doroteu, estivador no Porto de Santos, que toma parte de uma greve contra o embarque de café brasileiro para o estado espanhol do caudilho Francisco Franco, greve esta que obtém apoio significativo em todo o estado de São Paulo. A história reforça a necessidade de combate político e de resistência contra a ditadura brasileira.

### Volume 3: A luz no túnel
"A luz no túnel" acompanha a perseguição ao Partido Comunista após as greves descritas em "Agonia da noite". A linha do tempo deste volume chega ao ano de 1940, em que o líder comunista Luís Carlos Prestes — sobre quem Amado também escreveu uma biografia, "O Cavaleiro da Esperança" — é julgado. Jorge Amado também descreve as atrocidades da polícia de São Paulo e traz de volta alguns personagens dos livros anteriores da trilogia, tais como o banqueiro Costa Vale, e um empresário americano.